# Биак-Нумфор
Биак-Нумфор — округ в индонезийской провинции Папуа. Административный центр округа — город Биак.

## История
Впервые Биак был выделен в самостоятельную административную единицу 17 июля 1918 года, во времена голландского колониального правления. С этого момента и вплоть до начала 1960-х годов округ носил имя Схаутена Эйландена, первого европейца (голландца), побывавшего в этих местах. В обыденной речи местные жители называют округ просто Биак, по имени самого крупного острова.

## География
Округ расположен на островах Биак и Нумфор к северу от острова Новая Гвинея. Также в его состав входят многие более мелкие островки вокруг (за исключением острова Супиори, выделенного в самостоятельную административную единицу).
Площадь округа составляет 2269,84 км². Из них на остров Биак приходится 1765 км², на остров Нумфор — 322 км².
Климат экваториальный, жаркий и влажный. Температура воздуха в течение года колеблется в пределах 22,6 °С … 31,2 °С. Влажность воздуха составляет 84 % — 87,4 %; количество осадков по месяцам изменяется 36,1 до 374,2 мм.

## Административное деление
Численность населения на 2016 год составила 141 801 чел.
| №  | Район            | Адм. центр | Площадь | Население |  | №  | Район     | Адм. центр | Площадь, км² | Население, чел. |
| -- | ---------------- | ---------- | ------- | --------- |  | -- | --------- | ---------- | ------------ | --------------- |
| 1  | Западный Биак    | Ёмдори     | 220,38  | 6081      |  | 11 | Явоси     | Васори     | 108,44       | 2199            |
| 2  | Город Биак       | Биак       | 42,89   | 46 535    |  | 12 | Свандиве  | Вомбрисав  | 213,06       | 4478            |
| 3  | Восточный Биак   | Босник     | 158,57  | 5271      |  | 13 | Бондифуар | Сансунди   | 108,42       | 237             |
| 4  | Северный Биак    | Корем      | 215,05  | 7339      |  | 14 | Андей     | Родифу     | 119,14       | 2633            |
| 5  | Падаидо          | Паи        | 20,65   | 1972      |  | 15 | Бруядори  | Дуаи       | 89,90        | 2051            |
| 6  | Западный Нумфор  | Камери     | 86,00   | 2831      |  | 16 | Поиру     | Андеи      | 73,72        | 2129            |
| 7  | Восточный Нумфор | Енбурво    | 27,34   | 1434      |  | 17 | Аимандо   | Паси       | 39,96        | 2448            |
| 8  | Самофа           | Дарфуар    | 204,25  | 30 867    |  | 18 | Оркери    | Пакреки    | 51,62        | 2011            |
| 9  | Варса            | Аммой      | 131,45  | 5002      |  | 19 | Оридек    | Саба       | 116,16       | 7508            |
| 10 | Ендидори         | Ендидори   | 242,84  | 8775      |  |    |           |            |              |                 |